# Hanna Sołowej
Hanna Mykołajiwna Sołowej (ukr. Ганна Миколаївна Соловей; ur. 31 stycznia 1992 w Chmielnickim) – ukraińska kolarka szosowa, srebrna medalistka szosowych mistrzostw świata.

## Kariera
Pierwszy sukces w karierze osiągnęła w 2009 roku, kiedy zdobyła złoty medal w indywidualnej jeździe na czas na szosowych mistrzostwach świata juniorów w Moskwie. W tym samym roku była też trzecia w wyścigu na dochodzenie podczas torowych mistrzostw świata juniorów w Moskwie. W 2010 roku obroniła tytuł wywalczony w indywidualnej jeździe na czas. Na rozgrywanych cztery lata później mistrzostwach świata w Ponferradzie wywalczyła srebrny medal w tej samej konkurencji, przegrywając tylko z Niemką Lisą Brennauer. Srebrny medal w indywidualnej jeździe na czas zdobyła także podczas igrzysk europejskich w Baku w 2015 roku, tym razem ulegając Ellen van Dijk z Holandii. W 2016 roku wzięła udział w igrzyskach  olimpijskich w Rio de Janeiro, zajmując 20. miejsce w indywidualnej jeździe na czas i 36. w wyścigu ze startu wspólnego. Następnie zdobyła złoty medal w wyścigu punktowym podczas igrzysk europejskich w Mińsku w 2019 roku.